# Verlag Moritz Schauenburg
Der Verlag Moritz Schauenburg war ein traditionsreicher Verlag mit Sitz in Lahr/Schwarzwald, der 1999 liquidiert wurde. Der Verlag geht zurück auf die Druckerei Geiger, wurde von Johann Moritz Konrad Schauenburg begründet und von dessen  Sohn August Moritz Ferdinand Schauenburg fortgeführt.
Im Verlag Moritz Schauenburg sind früher der Civis Academicus und das Allgemeine Deutsche Kommersbuch erschienen. Zu den Veröffentlichungen des Verlags zählt auch Der heilige Antonius von Padua, eine der frühen geschlossenen Bildergeschichten des humoristischen Zeichners und Dichters Wilhelm Busch. Der Heilige Antonius von Padua erschien 1870 und damit zu dem Zeitpunkt, zu dem Pius IX. im 1. Vatikanischen Konzil die Dogmen der päpstlichen Unfehlbarkeit verkündete, an denen sich die protestantische Welt außerordentlich rieb. Der Verlag wurde wegen der Veröffentlichung von Kommersbüchern besonders streng von der Zensur überwacht. Am 8. Juli 1870 klagte die Staatsanwaltschaft in Offenburg den Verleger Moritz Schauenburg wegen „Herabwürdigung der Religion und Erregung öffentlichen Ärgernisses durch unzüchtige Schriften“ an, eine Anklage, die Wilhelm Busch sehr traf. Das Düsseldorfer Landgericht folgte dem Offenburger Beispiel und ließ das Werk beschlagnahmen. Obwohl der Verleger Schauenburg am 27. März 1871 freigesprochen wurde, wurde in Österreich sogar ein Verbot des Werkes ausgesprochen, das bis 1902 Gültigkeit hatte.
Der Civis Academicus erscheint seit 2000 im SH-Verlag, das Allgemeine Deutsche Kommersbuch im Morstadt-Verlag.
Darüber hinaus verlegte Schauenburg auch den Lahrer hinkenden Boten, der ab 2000 bei Ernst Kaufmann in Lahr erschien und seit der Ausgabe 2011 im Silberburg-Verlag erscheint.
Das von Ernst Ochs begründete badische Wörterbuch ging an den Oldenbourg-Verlag in München über.

## Werke
- Wilhelm Busch: Der heilige Antonius von Padua. Druck und Verlag von Moritz Schauenburg, Straßburg (ohne Datum) (Digitalisat)

## Einzelbelege
1. ↑   Eva Weissweiler: Wilhelm Busch. Der lachende Pessimist. Eine Biographie. Kiepenheuer & Witsch, Köln 2007, ISBN 978-3-462-03930-6, S. 166 und S. 167
2. ↑   Weissweiler, S. 169 und S. 172